# Cujo
Cujo é um filme de terror produzido nos Estados Unidos, baseado no livro homônimo "Cujo" de Stephen King. O livro foi adaptado para o cinema em 1983 e dirigido por Lewis Teague, através do roteiro feito por Lauren Currier.

## Enredo
A história se passa quase inteiramente na fictícia cidade de Castle Rock, no Maine. A ação está centrada em Cujo, um são-bernardo que pertence a Joe Camber e sua família. Embora Joe goste de Cujo, ele nunca se preocupou em vacinar o cão contra a raiva.
Enquanto persegue um coelho nos campos ao redor da casa dos Cambers, Cujo fica com a cabeça temporariamente presa na entrada de uma caverna de pedra calcária, onde é mordido no nariz por um morcego e infectado com a raiva.
Enquanto isso, a mulher de Joe, Charity, deseja uma trégua de um marido abusivo, preocupada com a influência negativa de Joe no seu filho, Brett. Charity consegue subornar Joe em permitir que ela leve Brett em uma viagem para visitar a irmã dela, Holly, em Connecticut.
Logo depois de Charity deixar Brett, Cujo ataca e mata o vizinho dos Cambers, Gary Pervier, um herói da II Guerra Mundial que se tornou um misantropo alcoólatra. Joe vai até a casa Pervier para verificar Gary porque eles estavam planejando ir para Boston, e o encontra morto. Antes que Joe seja capaz de pedir ajuda, Cujo mata-o também.
Os Trentons - Vic, Donna e seu filho Tad - de quatro anos de idade - estão tendo seus próprios problemas. Vic descobriu que sua esposa o havia traído com um restaurador de móveis itinerante chamado Steve Kemp. Em meio a essas tensões domésticas, a agência de publicidade de Vic estava passando por problemas, e ele é forçado a sair em viagem de negócios para Boston e Nova York. Donna, em casa sozinha com Tad, leva seu Ford Pinto para a Oficina dos Cambers para reparos. No entanto, o carro quebra quando chegam à fazenda. Sem ninguém na casa dos Cambers exceto Cujo, Donna se vê presa dentro do carro com seu filho por três dias, enquanto o cachorro monta guarda do lado de fora.
Fome, sede, e fantasias de métodos de escapar conspiram para apavorar ainda mais Donna e Tad no verão mais quente na história de Castle Rock. Durante uma tentativa de fuga, Donna é mordida no estômago e na perna, mas consegue sobreviver e escapar de volta para o carro.
Enquanto isso, Vic, preocupado que sua esposa não atendeu o telefone em casa, resolve retornar a Castle Rock. Ao chegar em casa, encontra-a completamente revirada, com a foto de dona Donna picotada. A polícia vai à casa e é informada por Vic que o fato pode estar relacionado ao sumiço de Donna e Tad, e que Steve Kemp é o provável responsável.
A fim de explorar todas as pistas, a polícia local envia o xerife George Bannerman para a casa dos Cambers . Quando George chega ao local, é atacado e morto por Cujo.
Enquanto isso, Kemp é capturado e admite culpa pela invasão à casa, mas nega que tenha relação com o desaparecimento de Donna e Tad. Vic, sentindo-se agitado e inútil, questiona a polícia local sobre a falta de notícias de George. Seguindo seu pressentimento, sai em disparada para a a residência dos Cambers.
Donna finalmente decide sair do carro e atacar Cujo com um taco de beisebol em uma tentativa de salvar a si mesma e seu filho, que se encontra cada vez mais fraco. Após sucessivos ataques de Donna, o taco se quebra. Cujo, ao realizar seu provável ataque final, acaba sendo empalado pelo pedaço do taco que Donna segurava.
Desesperada, Donna resgata Tad de dentro do carro, após quebrar seu vidro com a arma de George achada no chão. Ela o leva para dentro de casa, e consegue ressuscitá-lo. Neste momento, abraçada com seu filho, Cujo pula em direção à janela da casa para um novo ataque. Donna consegue pegar a arma que ainda se encontrava próxima a ela, e mata Cujo.
Vic chega finalmente à residência dos Cambers somente a tempo de ver que Donna e Tad estão vivos, e correr para abraçá-los.

## Elenco
- Dee Wallace Stone - Donna Trenton
- Danny Pintauro - Tad Trenton
- Daniel Hugh Kelly - Vic Trenton
- Christopher Stone - Steve Kemp
- Ed Lauter - Joe Camber
- Kaiulani Lee - Charity Camber
- Billy Jayne - Brett Camber

## Awards & Nomeações
Prêmio Saturno 1984
- Melhor filme de terror (nomeado)

Fantasporto 1987
- Lewis Teague - Audience Jury Award (ganhou)
- Melhor filme (Lewis Teague) - International Fantasy Award (nomeado)

Young Artist Awards 1984
- Melhor ator jovem em um filme (Danny Pintauro) (nomeado)

## Bilheteria
- O filme estreou no dia 14 de agosto de 1983 e foi distribuído pela Warner Bros em 1.293 cinemas. A sua bilheteria foi um sucesso. Apenas nos Estados Unidos foi arrecadado: US$ 21.200,000